# Rheumaptera cervinata
Rheumaptera cervinata là một loài bướm đêm trong họ Geometridae.